# Melissa Rauch
Melissa Ivy Rauch (født 23. juni 1980 i New Jersey) er en amerikansk skuespillerinde og komiker. Hun er kendt for sin rolle som Bernadette Rostenkowski-Wolowitz på CBS sitcom The Big Bang Theory.